# Maria Laura Lopes
Maria Laura Moura Mouzinho Leite Lopes o Maria Laura Mouzinho Leite Lopes o Maria Laura Lopes (Timbaúba, 18 de octubre de 1917 — Río de Janeiro, 20 de junio de 2013) fue una matemática, investigadora y profesora universitaria brasileña.
Miembro de la Academia Brasileña de Ciencias y Comendadora de la Orden Nacional del Mérito Científico, fue la primera doctora en matemáticas de Brasil, especializada en Educación Matemática.
Lopes, luchó contra la dictadura y contribuyó a la creación de instituciones de investigación. Formó parte del grupo que organizó la fundación del Centro Brasileño de Investigaciones Físicas (CBPF), instituto que creó junto con José Leite Lopes y César Lattes en 1949. También participó en la fundación de otras instituciones importantes, como el Consejo Nacional de Desarrollo Científico y Tecnológico (CNPq), el Instituto de Matemática Pura y Aplicada (IMPA) y la Sociedad Brasileña de Educación Matemática (SBEM).

## Biografía
María Laura nació en la zona boscosa del estado de Pernambuco el 18 de enero de 1917. Hija de Laura Moura Mouzinho y Oscar Mouzinho, un empresario autodidacta. Sus padres fomentaron la educación de sus hijos y María Laura comenzó su vida escolar en el Colegio João Barbalho, en Recife, donde terminó sus estudios en 1931.

## Trayectoria
En 1932, ingresó en la Escuela Normal de Pernambuco, donde estudió hasta 1934, donde fue alumna del profesor Luiz de Barros Freire (1986-1963), quien, según Maria Laura, fue responsable de su vocación por las matemáticas. En 1935, la familia se mudó a Río de Janeiro, donde se matriculó en el Instituto La-Fayette. En 1939, ingresó en el Curso de Matemáticas de la Universidad del Distrito Federal (UDF), pero solo tuvo 15 días de clases, ya que la universidad fue extinguida por el Decreto Federal n.º 1.063/39. Profesores y alumnos fueron transferidos al Curso de Matemáticas de la recién creada Facultad Nacional de Filosofía (FNFi).
Maria Laura obtuvo su grado en matemáticas en 1941. En 1942 completó su licenciatura. En 1949, obtuvo su doctorado en matemáticas, siendo la primera mujer en obtener el título en Brasil. Antes de obtener su doctorado, ya era profesora asistente en el Departamento de Matemáticas de la FNFi, participando en la creación del Centro Brasileño de Investigaciones Físicas (CBPF), junto con César Lattes (1924-2005) y José Leite Lopes (1918-2006), en 1949. En el mismo año, enseñó Geometría en el curso de Ingeniería en el recién creado Instituto Tecnológico de Aeronáutica (ITA) y trabajó, en Estados Unidos, en el Departamento de Matemáticas de la Universidad de Chicago.
En 1952, fundó el Instituto de Matemática Pura y Aplicada (IMPA), junto con el profesor Cândido Lima da Silva Dias (1913-1998). En marzo de ese mismo año, recibió un diploma de la Academia Brasileña de Ciencias.
Se casó con el reconocido físico y profesor José Leite Lopes en 1956. En 1961, fue nombrada profesora de Educación Técnica Profesional del Estado de Guanabara y en 1967, asumió la jefatura del Departamento de Matemáticas de la FNFi, hasta que se convirtió en el Instituto de Matemáticas de la UFRJ.

## Exilio
En 1969, en virtud del Acto Institucional Número Cinco (AI5), ella y su esposo fueron exiliados y se les prohibió la entrada a Brasil. La pareja partió hacia Francia, donde Maria Laura inició su investigación en Educación Matemática en el Instituto de Investigación en Enseñanza de Matemáticas. Regresó a Brasil en 1974, ya con experiencia internacional, y fue invitada a ser la Coordinadora de Matemáticas en la Escuela Israelita Brasileña Eliezer Eistenbarg. En 1976, participa en la fundación del «Grupo de Ensino e Pesquisa em Educação Matemática - GEPEM» (Grupo de Enseñanza e Investigación en Educación Matemática), presidido por Maria Laura durante los primeros ocho años. Coordinó la primera investigación en Educación Matemática en Brasil, "Proyecto Binomio Profesor-Alumno en la Iniciación a la Educación Matemática - un proyecto de investigación experimental".

## Regreso a Brasil
Con la Ley de Amnistía de 1979, aún bajo el régimen militar, Maria Laura retomó su puesto en el Instituto de Matemáticas de la Universidad Federal de Río de Janeiro (UFRJ). En 1981, junto con un grupo de docentes, desarrolló la investigación "Evaluación del Alumnado al Finalizar el 4.º curso de Primaria en Escuelas Públicas" en la ciudad de Río de Janeiro y, en 1982, se incorporó al Programa de Integración Universitaria con la Educación Primaria del Ministerio de Educación. Elaboró diversas investigaciones para los gobiernos federal y estatal sobre la enseñanza de las matemáticas en el país, buscando identificar deficiencias en las escuelas y en la formación de los docentes.
En 1980, se ofreció el primer programa de posgrado lato-sensu en Educación Matemática en Brasil, seguido de programas de maestría y doctorado en educación matemática. En 1988, fundó la Sociedad Brasileña de Educación Matemática, junto con otros profesores e investigadores del área.

## Jubilación y muerte
El 1 de julio de 1996, tras 65 años de docencia e investigación, recibió el título de Profesora Emérita de la Universidad Federal de Río de Janeiro. Su obra es hoy un referente mundial, con numerosos artículos y libros publicados.
María Laura falleció el 20 de junio de 2013, a la edad de 96 años, en Río de Janeiro.

### Investigación
- Procesos de enseñanza-aprendizaje en matemáticas.

### Títulos
- Doctorado en Matemáticas - Facultad Nacional de Filosofía - Universidad de Brasil - 1949.
- Profesor Asociado (Geometría) - Facultad Nacional de Filosofía - Universidad de Brasil - 1949.
- Profesor Titular – Instituto de Matemáticas – UFRJ – 1967.
- Profesor Emérito - UFRJ - 1996.